# Eten

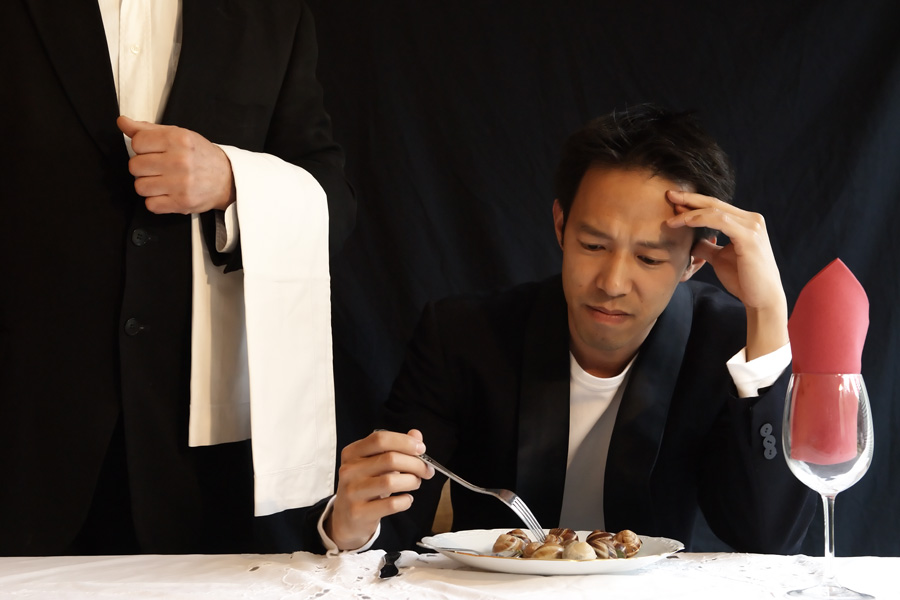
Eten met een vork in een restaurant

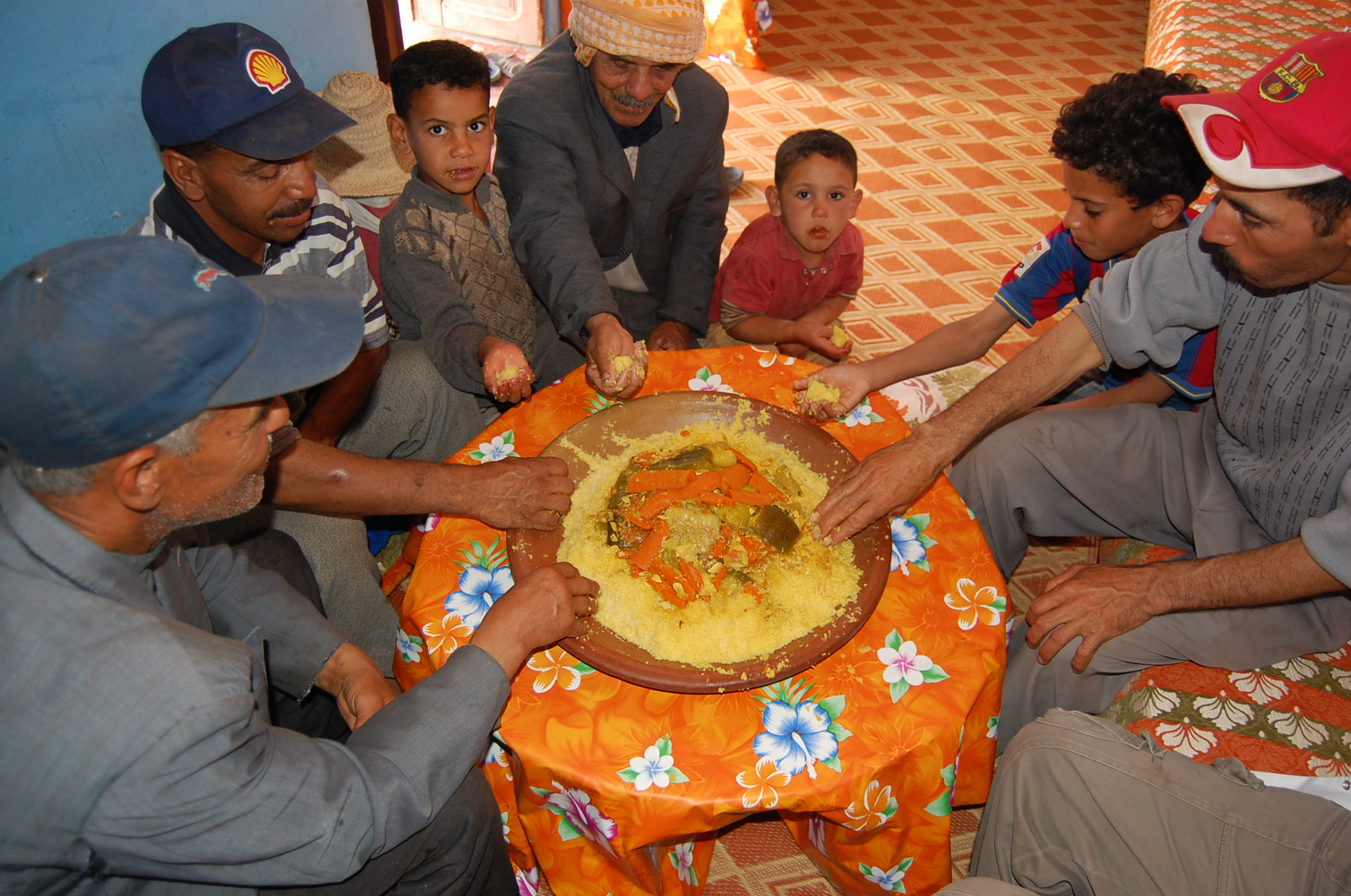
Eten met de hand

Eten (het werkwoord) is de activiteit van het tot zich nemen van voedsel. De term eten (het zelfstandig naamwoord) wordt ook gebruikt voor de substantie die gegeten wordt.
Mensen en dieren dienen geregeld voedsel tot zich te nemen om er energie en bouwstoffen voor het lichaam uit te halen. De aanleiding is meestal een gevoel van honger.
Het eten gebeurt door het voedsel in te nemen via de mond (of bek bij dieren, snavel bij vogels). Mensen die als gevolg van ziekte geen voedsel kunnen innemen via de mond, worden vaak gevoed door middel van een sonde.

## Dieren
Dieren gebruiken hun bek of snavel om kleine porties in te nemen, bijvoorbeeld prooi, zaad of insecten, of om stukken van grotere porties af te bijten. Sommige dieren, bijvoorbeeld koeien, vermalen hun voedsel, in dit geval vaak gras, en vermengen het met speeksel. Andere dieren, bijvoorbeeld wolven, slikken brokken vlees door zonder te kauwen.
Vogels slikken bijvoorbeeld zaden of insecten door zonder te kauwen.

## De mens

### Eten en cultuurverschillen
In westerse culturen wordt het eten meestal verdeeld in kleine hapklare porties. Warme maaltijden eet men in de regel met mes en vork. Soep wordt naar binnen gelepeld. In sommige landen wordt met eetstokjes gegeten.
Handzaam voedsel zoals een appel wordt vaak met de hand vastgehouden om er met de voor- en hoektanden een beet van te nemen. Na het vullen van de mond wordt door kauwen het voedsel vermalen tot kleine stukjes en vermengd met speeksel. Na enige tijd kauwen wordt het voedsel doorgeslikt zodat het verder kan verteren in het lichaam.

### Maaltijden
Door een gestructureerd bestaan eet de mens in de meeste gevallen zo'n driemaal per dag. Op deze drie momenten neemt men een maal tot zich, oftewel, eet men voedsel:
- In de ochtend, na het opstaan en vóór men zich overgeeft aan dagelijkse bezigheden, eet men, als eerste maaltijd van de dag, een ontbijt.
- Rond het midden van de dag, meestal tussen 12 en 2 uur, en naargelang men er tijd voor vrijmaakt, neemt men deel aan een middagmaaltijd. Deze wordt meestal lunch of middageten genoemd.
- Na thuiskomst van de 's middags verrichte activiteiten, en dus laat in de middag of vroeg in de avond, meestal tussen 5 en 7 uur, neemt men deel aan een avondmaaltijd. Deze wordt meestal avondeten, diner of warme maaltijd genoemd.
- Halverwege de ochtend en de middag wordt het werkritme vaak onderbroken door een korte pauze waarbij koffie of thee wordt gedronken en waarbij vaak een tussendoortje wordt gegeten.

Een ontbijt in combinatie met de lunch, dus een ontbijt laat in de ochtend maar nog vóór de middag, wordt een brunch genoemd, een samentrekking van breakfast en lunch. Dit komt vooral voor als mensen laat opstaan.
Elk van de drie maaltijden heeft een eigen karakter die bepaald is door haar culturele ontwikkelingen en lokale gewoonten. Zo kan elk van de drie maaltijden bestaan uit koude en warme gerechten.
De avondmaaltijd is meestal de hoofdmaaltijd van de dag, zo genoemd omdat men vaak een grotere variatie aan voedsel tot zich neemt in gezelschap van familie, vrienden of televisie. Een doorsnee avondmaaltijd bestaat vaak uit een hoofdgerecht en een nagerecht ('toetje'), eventueel een voorgerecht.
In sommige gevallen gebruikt men voor de avondmaaltijd de term diner. Een diner is meestal uitgebreider dan de doorsnee avondmaaltijd, vindt plaats met meerdere mensen, heeft vaak een feestelijk karakter, en vindt soms ook vroeger in de middag plaats. Wordt er tijdens het diner de gelegenheid geboden om te dansen, dan spreekt men van een diner dansant.
Het duurt ongeveer 20 minuten voordat de maag het 'voldaan-gevoel' aan het brein heeft doorgegeven. Dan verdwijnt het gevoel van honger of eetlust doordat de adequate energie-inname is bereikt.